# 西方百貨公司
西方百貨公司（德語：Kaufhaus des Westens），简称卡迪威（KaDeWe），是德國柏林的一家百貨公司，銷售區域面積超過6萬平方米，並擁有超過30萬眾商品。西方百貨公司是歐洲僅次於倫敦哈羅德百貨的第二大百貨公司，每天吸引4萬至5萬人遊客。自2015年以來，西方百貨公司由泰國資本公司中央集團所有。

## 外部連結

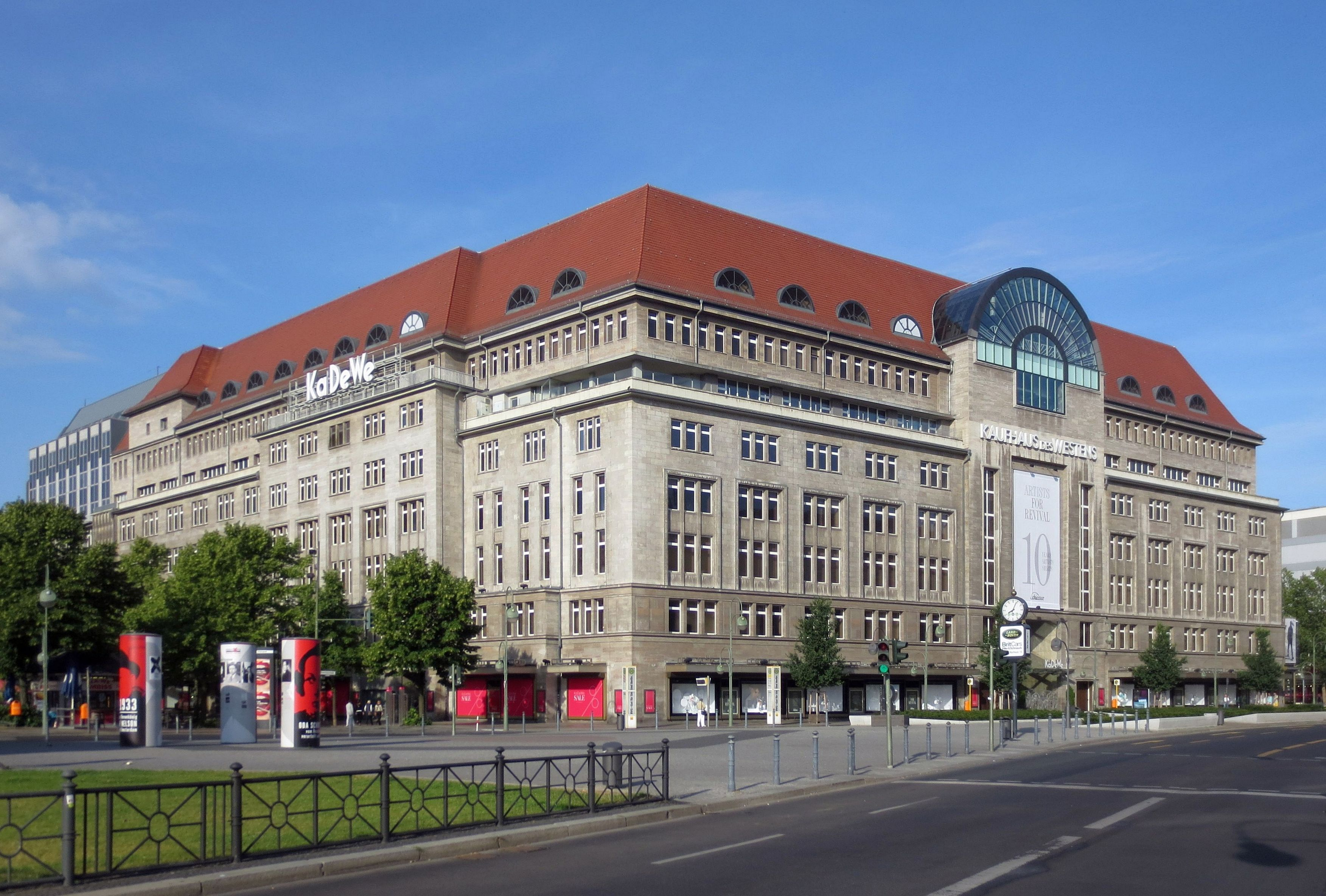
西方百貨公司

- KaDeWe - Kaufhaus des Westens in Berlin, (English)
- Europe's Biggest Department Store featuring history of KaDeWe（页面存档备份，存于）, berlin-life.com
- „Seventh Heaven“（页面存档备份，存于）, Christophorus, No. 326, The Porsche Magazine, June/July 2007, p. 66 - 74.
- „Not heaven, but not hell either“（页面存档备份，存于）, signandsight.com, December 22, 2005 by Roger Boyes
- Fare Of The Country; In One Berlin Store, Food Without End, New York Times, March 10, 1991

52°30′06″N 13°20′28″E / 52.50167°N 13.34111°E